# Archaeonympha
Archaeonympha是蜆蝶亞科蛺蜆蝶族嬈蜆蝶亞族裡的一個屬，尚無正式中文學名命名。共有3個物種，從嬈蜆蝶屬分離成新屬，分佈於新熱帶界。

## 物種
- Archaeonympha smalli
- 德嬈蜆蝶 Archaeonympha drepana
- Archaeonympha urichi

## 腳註
1. ↑  Brower, Andrew V. Z. 2008. Archaeonympha J. Hall 1998. Version 01 January 2008 (under construction). http://tolweb.org/Archaeonympha/105832/2008.01.01 （页面存档备份，存于） in The Tree of Life Web Project, http://tolweb.org/ （页面存档备份，存于） （英文）

## 外部連結
- Archaeonympha（页面存档备份，存于） - funet.fi